# Rhondes neocaledonicus
Rhondes neocaledonicus är en spindelart som först beskrevs av Eugène Simon 1889.  Rhondes neocaledonicus ingår i släktet Rhondes och familjen hoppspindlar. Inga underarter finns listade i Catalogue of Life.